# 張寗
張寗（1988年12月4日—），女演員，台北人，國立臺北藝術大學 戲劇學系肄業。2008年參加梁志民執導《費加洛婚禮》一劇徵選中脫穎而出，飾演芭芭莉娜一角，該劇的成功讓張寗加深對劇場表演的熱愛與信心。先後合作的劇團包含風格涉劇團、台北劇場實驗室、河床劇團，參與演出的台北劇場實驗室《愛神紅包場》，獲當年台北藝穗節的「永貞藝穗獎」。2015年演出《醉·生夢死》飾演啞巴一角，僅靠身體語言及眼神表情的表演渾然天成，該片在國內外各大影展獲獎無數，張寗的演出也成為矚目焦點。2019年，張寗以《日據時代的十種生存法則》入圍第54屆金鐘獎戲劇節目女配角獎。2020年演出電影《女鬼橋》飾演研究生趙芯喬的傳神演技獲得電影界不錯的評價。2022年，張寗以《少年吔》入圍第24屆台北電影獎最佳女配角。2024年，張寗於劇情短片《A面：我的一天》中飾演以温景輝導演的華裔印度籍母親為原型人物的女主角，以充滿層次、寫實且動人的表演獲得第47屆金穗獎最佳演員，此片也獲得第61屆金馬獎最佳劇情短片、第47屆金穗獎最佳劇情片以及第27屆台北電影獎最佳短片。

## 作品

### 電視劇 / 電視電影
| 年份 | 播出頻道                  | 作品                   | 導演           | 角色   |
| 2019 | 客家電視台                | 日據時代的十種生存法則 | 林宏傑         | 羅秀芳 |
| 2019 | 民視無線台                | 極光風暴               | 沈丹桂         | 范瑞萱 |
| 2020 | 三立都會台                | 未來媽媽               | 吳建新         | 孫立芳 |
| 2022 | 華視                      | CORPSE，GO！           | 邱柏昶         |        |
| 2023 | 三立都會台、TVBS歡樂台    | 親愛壞蛋               | 洪子鵬         | 曾安琪 |
| 2024 | Netflix、公視台語台、華視 | 塑膠花                 | 鄭雅之         | May    |
| 2024 | 公視台語台、華視          | 我的意外室友           | 洪伯豪、黃駿傑 | 王雅惠 |
| 2024 | 客家電視台                | 阿婆非死不可           | 陳怡蓉         |        |
| 2024 | 客家電視台                | 唱歌給你聽             | 陳文彬         | 素芬   |

### 長篇電影
| 年份 | 作品           | 導演   | 角色     | 備註 |
| 2014 | 寒蟬效應       | 王維明 | 女學生   |      |
| 2015 | 屍憶           | 謝庭菡 | 女鬼     |      |
| 2015 | 醉·生夢死      | 張作驥 | 啞巴     |      |
| 2017 | 自畫像         | 陳宏一 | 楊婕     |      |
| 2019 | 致親愛的孤獨者 | 瑋珊   | 小薰     |      |
| 2019 | 媽媽加我等於十 | 蘇皇銘 | 安琪     |      |
| 2020 | 女鬼橋         | 奚岳隆 | 趙芯喬   |      |
| 2022 | 少年吔         | 顏正國 | 少年妻   |      |
| 2023 | 黑的教育       | 柯震東 | 賣身女子 |      |

### 短篇電影
| 年份 | 作品                                         | 導演   | 角色             | 備註                                                                                                  |
| 2016 | 索多瑪的貓                                   | 黃鼎鈞 | 小鐵的妻子       | |
| 2018 | 2923                                         | 瑋珊   | 小薰             | |
| 2021 | 妹仔檳榔攤 SHAWTY                            | 王琇慧 | 娜娜             | 崑山科技大學視訊傳播設計系 - 第20屆畢業製作                                                           |
| 2021 | 日光樹影                                     | 黃鼎鈞 | 林若真           | |
| 2021 | 我該生下你嗎？懷上顏面缺陷的的孩子該怎麼辦？ |        | 懷上顱顏兒的母親 | 羅慧夫顱顏基金會                                                                                      |
| 2022 | 黑風箏                                       | 李怡慧 | 余秀琴           | 公視新創短片                                                                                          |
| 2024 | A面：我的一天                                | 温景輝 |                  | 第61屆金馬獎最佳劇情短片、第47屆金穗獎最佳劇情片、第47屆金穗獎最佳演員-張寗、第27屆台北電影獎最佳短片 |

### 劇場
| 年份 | 劇團                                     | 名稱                         |
| 2013 | 台北劇場實驗室                           | 《愛神紅包場》               |
| 2014 | 河床劇團                                 | 《半透明的》                 |
| 2014 | 河床劇團                                 | 《千圈の旅》                 |
| 2015 | 河床劇團                                 | 《夢見大衛林區》             |
| 2019 | 再拒劇團                                 | 《感傷之旅》                 |
| 2019 | 河床劇團                                 | 《無眠夜的微光》             |
| 2020 | 何采柔、黃思農                           | Re: Play 操／演現場 《換景》 |
| 2021 | 樊宗錡                                   | 《幸福老人樂園》             |
| 2025 | 2025TIFA 河床劇團✕PHI工作室✕歐納西斯文化 | 《之間》                     |
| 2025 | 52pro_tokyo                              | 《流浪樹》                   |

### 音樂錄影帶
| 年份 | 作品                          | 歌手   | 導演           |
| 2015 | 《勤家》                      | 高淑珍 | 林孝謙、呂安弦 |
| 2015 | 《飛入你心底》                | 黃妃   |                |
| 2017 | 《海尼根情歌》                | 李德筠 | 林冠慧         |
| 2019 | 《Will You Remember Me》      | 李玖哲 | 胡瑞財         |
| 2019 | 《Stay》                      | 李玖哲 | 胡瑞財         |
| 2019 | 《My Dear You 我親愛的你》    | 辛曉琪 | 黃中平         |
| 2021 | 《在這座城市遺失了你》        | 告五人 | 邱柏昶         |
| 2022 | 《天使的塵埃 Dust of Angels》 | 昆蟲白 | 瑋珊           |
| 2022 | 《好好對待她》                | 梁文音 | 胡瑞財         |

### 廣告
- uniarts撐傘助養（2015年）
- 蘋果動行銷 | 《Samsung 極勁氣旋機器人》（2015年）
- 蘋果動行銷 | 《ASISTON 洗碗機》（2015年）
- 蘋果動行銷 | 《武則天天都有》（2015年）
- 歐萊德 | 《媽媽的短髮篇》（2017年）
- OLAY | 《母親節快樂,現在就是你最美的時刻!》（2018年）
- 人可和金薑黃 | 《永豐集團-人可和金薑黃好起床篇》（2021年）

### 節目
| 年份 | 名稱                                         | 頻道       |
| 2019 | 《福氣來了 生活好給力》 EP28：日據時代求生存 | 客家電視台 |

## 獲獎與提名
| 年份   | 頒獎典禮         | 獎項             | 作品                       | 角色   | 結果 |
| 2019年 | 第54屆金鐘獎     | 戲劇節目女配角獎 | 《日據時代的十種生存法則》 | 羅秀芳 | 提名 |
| 2022年 | 第24屆台北電影獎 | 最佳女配角       | 《少年吔》                 | 少年妻 | 提名 |
| 2025年 | 第47屆金穗獎     | 最佳演員         | 《A面：我的一天》          |        | 獲獎 |

## 外部連結
- 張寗的Facebook專頁
- 張寗的Instagram帳戶